# Casa Cicogna en el Zattere
La casa Cicogna  o casa del Zattere es un edificio residencial situado en la fondamenta del Zattere de Venecia, en el sestiere de Dorsoduro, frente al canal de la Giudecca.
Construida entre 1952 y 1962, a partir de un proyecto de Ignazio Gardella, constituye un raro ejemplo de arquitectura moderna en la ciudad de los canales.

## Descripción
La casa Cicogna debe observarse desde el contexto de su emplazamiento, rodeada de lujosos palacios a lo largo del Gran Canal, como la interpretación actual de la casa típica del patriciado veneciano del siglo XIII.
Se levanta a lo largo de la fondamenta del Zattere, con la fachada principal al canal de la Giudecca, la fachada lateral a la estrecha calle dello Zuccaro y el límite oriental adosado a la iglesia del Espíritu Santo.
El edificio cuenta con cinco plantas, a excepción del lateral anejo a la iglesia que, para marcar una distancia entre las dos construcciones, se separa de la línea de fachada con un ligero retranqueo y dispone solo de tres alturas.
La fachada principal está revocada con gravilla de ladrillo, con detalles en zócalos, pretiles de los balcones y cornisas de las ventanas en mármol. 
La casa retoma el habitual esquema del palacio veneciano, subdividido en sótano, planta noble y ático. El diseño de la fachada se caracteriza por la irregularidad en la disposición de los huecos y de los balcones, en clara evocación al carácter de la arquitectura menor de las casas venecianas.